# Nils Erik Forsgård
Nils Erik Forsgård, född 1968 i Nykarleby, är en finlandssvensk idéhistoriker och författare. 
Forsgård är docent i idéhistoria vid Helsingfors universitet sedan 2004 och har varit gästprofessor i kulturvetenskap vid Humboldt-Universität zu Berlin.
Forsgård är medlem i det Europeiska kulturparlamentet. Han satt 1998–2011 i redaktionsrådet för tidskriften Nya Argus. Sedan 2008 leder han Finlands svenska tankesmedja, Magma.
Nils Erik Forsgård fick Cliopriset 1999 och Svenska Akademiens Finlandspris 2009.